# The Chicks
The Chicks, gennem mange år kendt som Dixie Chicks, er en amerikansk musikgruppe, der spiller country og som udelukkende har kvindelige medlemmer. På nuværende tidspunkt består gruppen af: Emily Robison, Martie Maguire, og Natalie Maines.
Dixie Chicks blev dannet i 1989 i Dallas, Texas. De fik kommerciel succes i slutningen af 1990'erne, med sange som "Wide Open Spaces", "Cowboy Take Me Away", og "Long Time Gone". Da Natalie Maines offentligt kritiserede USA's præsident George W. Bush lige før invasionen af Irak mistede gruppen halvdelen af sit koncertpublikum i USA.
25. juni 2020 skiftede gruppen navn til det nuværende, idet brugen af 'Dixie' ofte forbindes med slaveri efter en periode med protester mod uligheden mellem racer og flere tilfælde af unødig vold fra politiets side.

## Studiealbum
- Thank Heavens for Dale Evans (1990)
- Little Ol' Cowgirl (1992)
- Shouldn't a Told You That (1993)
- Wide Open Spaces (1998)
- Fly (1999)
- Home (2002)
- Taking the Long Way (2006)
- Gaslighter (2020)